# Spannagelhaus
Spannagelhaus je horská chata v Tuxských Alpách v rakouské spolkové zemi Tyrolsko, ležící v nadmořské výšce 2531 metrů, jižně od ledovce Hintertux, jež je od roku 1996 přístupná kabinovou lanovkou Gletscherbus 2. Pod chatou se nachází vchod do jeskyně Spannagelhöhle.
Původní chata (Weryhütte), jež nesla název po Franzu Xaveru Werym, donátorovi její stavby, byla otevřena 22. srpna 1885. Ke slavnostní otvírací ceremonii došlo až 16. srpna 1908, při níž chata definitivně přejala současný název, jenž připomíná Rudolfa Spannagela, který zastával v letech 1902–1902 funkci prezidenta Klubu rakouských turistů (ÖTK) a zemřel při zdolávání štýrské Raxalpy. V letech 1978 a 2006 došlo k napojení horské chaty na kanalizaci a vodovodní řad skiareálu. Roku 2013 došlo k odkupu objektu společností Zillertaler Gletscherbahnen GmbH od Klubu rakouských turistů, která nechala původní stavbu zbourat a nahradila ji novostavbou s restauračním zařízením, jež bylo uvedeno do provozu 21. listopadu 2013.

## Galerie

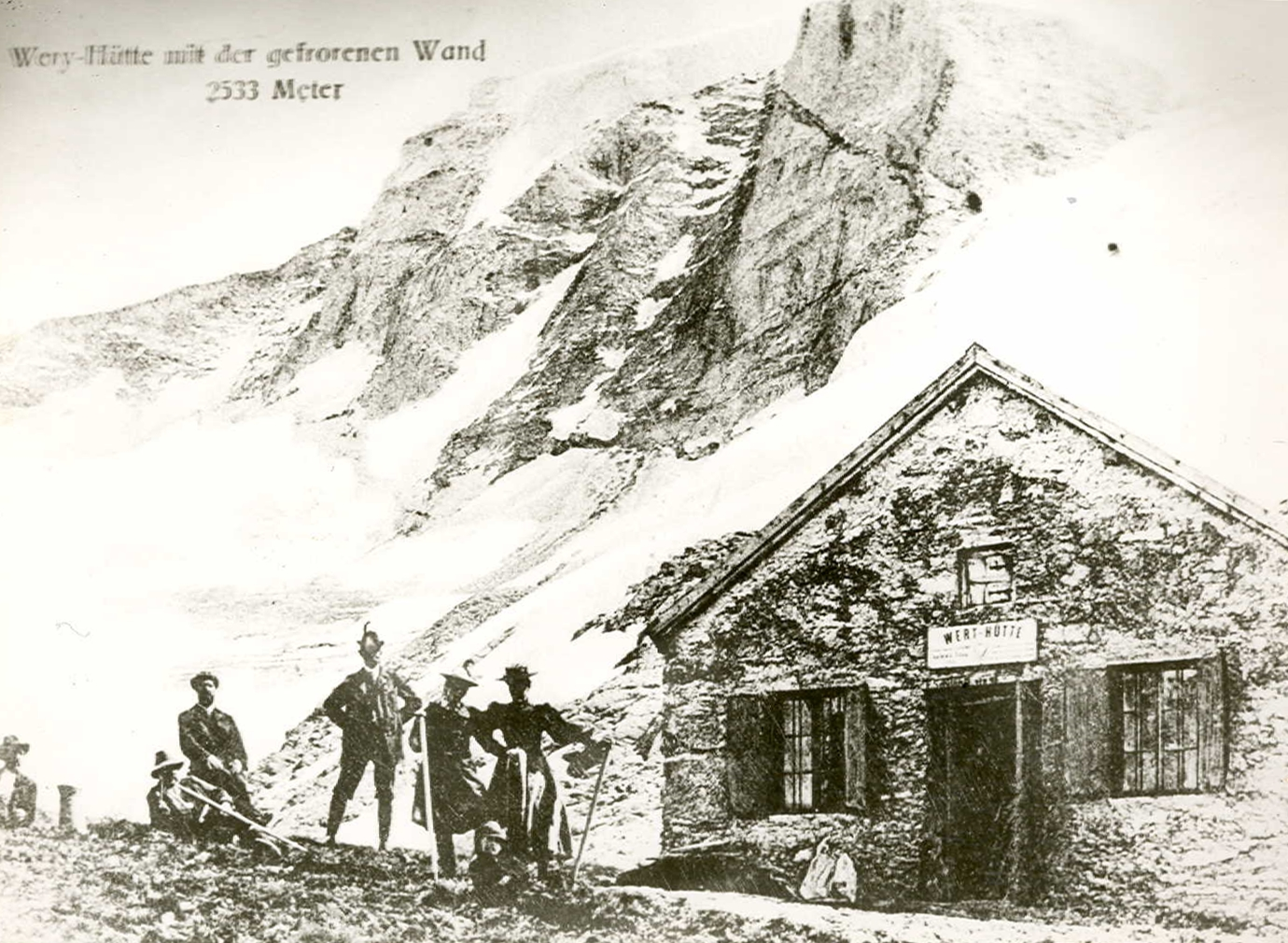
Původní chata Weryhütte
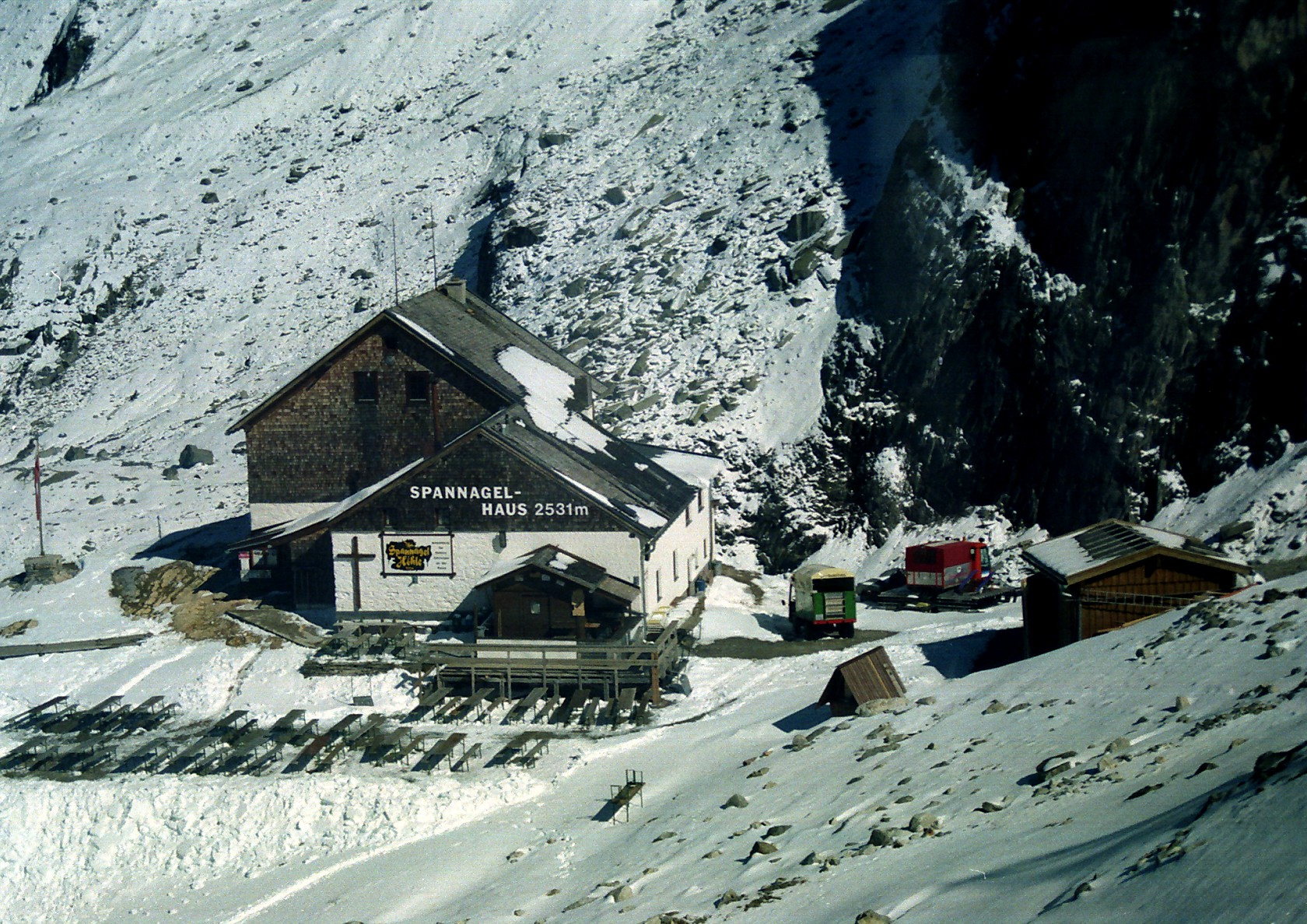
Stav v roce 1998